# Consejo Evangélico de Canarias
El Consejo Evangélico de Canarias (CEC por sus siglas abreviadas) es la organización religiosa que agrupa a las diversas iglesias evangélicas de las Islas Canarias (España). Se trata de un organismo dependiente de la Federación de Entidades Religiosas Evangélicas de España. Su sede se encuentra en Santa Cruz de Tenerife.

## Historia
La presencia de protestantes en Canarias se remonta al mismo siglo XVI, época del surgimiento de esta rama del cristianismo. Uno de los pioneros de las ideas protestantes en el archipiélago fue Juan Bartolomé Avontroot, quien desde 1589 comenzó a divulgar en las islas escritos de los primeros reformadores, tales como Martín Lutero o Juan Calvino. También destacó por sus críticas al Papa, algo que causó estupor en Roma.
Sin embargo, la mayoría de las iglesias evangélicas en Canarias llegaron en la segunda mitad del siglo XX.
Este Consejo Evangélico se constituye a raíz de la estructuración de España en comunidades autónomas, tras la cual se establecen diversos consejos representativos de las comunidades evangélicas o protestantes en cada una de las dichas autonomías. El 29 de septiembre de 1997, el Consejo Evangélico de Canarias se inscribe en el Registro de Entidades Religiosas del Ministerio de Justicia español. Originalmente tuvo su sede en la localidad de San Isidro en el municipio de Granadilla de Abona, posteriormente se trasladó a Santa Cruz de Tenerife.
Durante la Erupción volcánica de La Palma de 2021, desde el Consejo Evangélico de Canarias se prestó ayuda humanitaria a los afectados.

## Capellanías
El Consejo Evangélico de Canarias presta sus servicios religiosos en:
- Hospitales: Hospital Universitario Nuestra Señora de Candelaria y Hospital Universitario de Canarias
- Centros Penitenciarios: Centro Penitenciario Tenerife II
- Fuerzas Armadas